# Ośrodek Oficerski w Cerizay
Ośrodek Oficerski w Cerizay – jednostka zborna rezerwy oficerów Wojska Polskiego we Francji będąca faktycznie obozem odosobnienia dla wojskowych i cywilów, których generał Władysław Sikorski uważał za wrogo nastawionych do niego.
Ośrodek utworzony został rozkazem ministra spraw wojskowych z 22 listopada 1939 w Cerizay k. Angers we Francji. Oficjalnie była to jednostka wojskowa dla nadwyżek oficerów Wojska Polskiego, dla których w tej fazie reorganizacji polskiej armii nie było przydziałów oraz dla „nieprawomyślnych” i „sprawców klęski wrześniowej”. Obóz zwany był przez oficerów „Wiśniowcem” w nawiązaniu do znanego w Polsce Zakładu Karnego w Nowym Wiśniczu i do znaczenia francuskiego słowa „cerise” (wiśnia). 
Pierwowzorem tego typu obozu w Wojsku Polskim był utworzony 16 sierpnia 1920 rozkazem gen. Sosnkowskiego obóz dla internowanych w Jabłonnie, w którym osadzono ok. 17 000 oficerów i żołnierzy pochodzenia żydowskiego podczas wojny polsko-bolszewickiej. Obóz w Jabłonnie po 25 dniach, 9 września 1920 został zlikwidowany.
24 listopada do ośrodka w Cerizay wysłany został pierwszy transport około 50 generałów i oficerów. Do Ośrodka Oficerskiego skierowane zostały osoby zajmujące wysokie stanowiska w administracji, wojsku i życiu publicznym, co do których istniały lub mogłyby się nasuwać domniemania, że przyczyniły się w pewnej mierze do sytuacji, w jakiej znalazła się Polska, osoby, w odniesieniu do których podniesione zostały zarzuty w związku z zachowaniem się w czasie ostatniej kampanii wojskowej, osoby, w odniesieniu do których wysunięte zostały zarzuty natury etycznej.
Faktycznie obóz był ośrodkiem odosobnienia dla przeciwników politycznych gen. Władysław Władysława Sikorskiego oraz miejscem pobytu oficerów nieprzydatnych (np. ze względu na wiek) do służby. Kierowano tam także wojskowych, co do których istniały podejrzenia, że podczas działań wojennych reprezentowali niewłaściwą postawę. Liczba osób przebywających w tym ośrodku wahała się od 50 do 100. Stosowano tam szczególne metody i praktyki oddziaływania na osadzonych. Specjalne obostrzenia przywiązywały osadzonego do tej miejscowości, obowiązywał wymóg codziennego meldowania się, szeroko zakrojony był system inwigilacji, obserwacji, potajemnych rewizji i donosów. Stosowano dodatkową cenzurę korespondencji, zmniejszono pobory. Skierowanie do Cerizay nie było poprzedzane dochodzeniem, a odsyłanym tam oficerom nie przedstawiano przyczyn takiego ich potraktowania. 
Po klęsce Francji ośrodek został ewakuowany na wyspę Bute w Szkocji, gdzie funkcjonował pod nazwą „Stacja Zborna Oficerów Rothesay”.

## Oficerowie WP osadzeni w obozie w Cerizay
Wśród pierwszych zesłańców znaleźli się m.in.: 
- gen. bryg. Stanisław Kwaśniewski
- gen. bryg. dr Stanisław Rouppert
- gen. bryg. Mikołaj Osikowski
- płk dypl. Tadeusz Alf-Tarczyński
- płk inż. Henryk Abczyński
- płk dypl. Mieczysław Wyżeł-Ścieżyński
- mjr żand. Kazimierz Kaciukiewicz

W kwietniu 1940 roku do Cerizay skierowani zostali również:
- gen. dyw. Stefan Dąb-Biernacki
- płk dypl. Roman Umiastowski